# Klooster van de heilige koninklijke lijdendulders

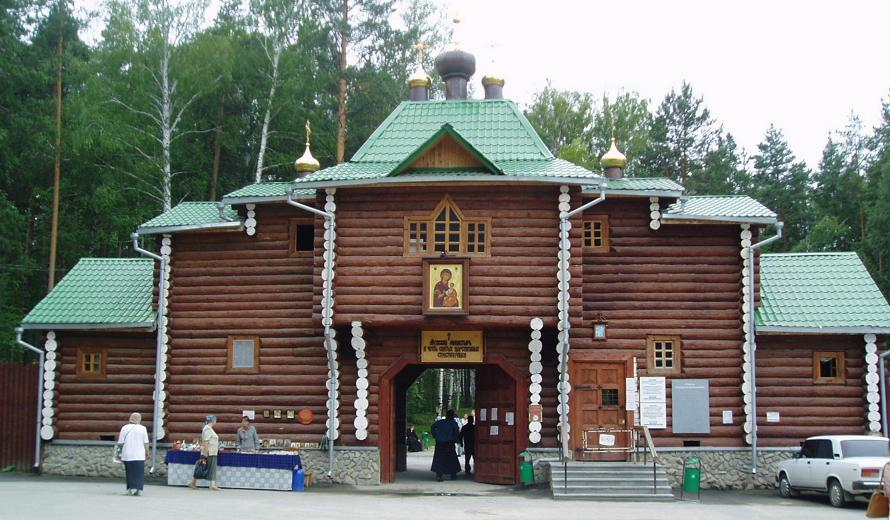
Ingang naar het klooster

Het Klooster van de heilige koninklijke lijdendulders (Russisch: Монастырь в честь Святых Царственных Страстотерпцев) of kortweg het Ganina Jama-klooster (Russisch: монастырь на Ганиной Яме) is een Russisch-orthodox klooster, dat werd gebouwd op de plek waar de vermoorde tsaar Nicolaas II en zijn familie werden gedumpt in een oude mijnschacht genaamd Ganina Jama in de bossen ten zuiden van het dorpje Koptjaki, zo'n 15 kilometer ten noordwesten van Jekaterinenburg.

## De tsarenmoord, opgravingen en heiligverklaring

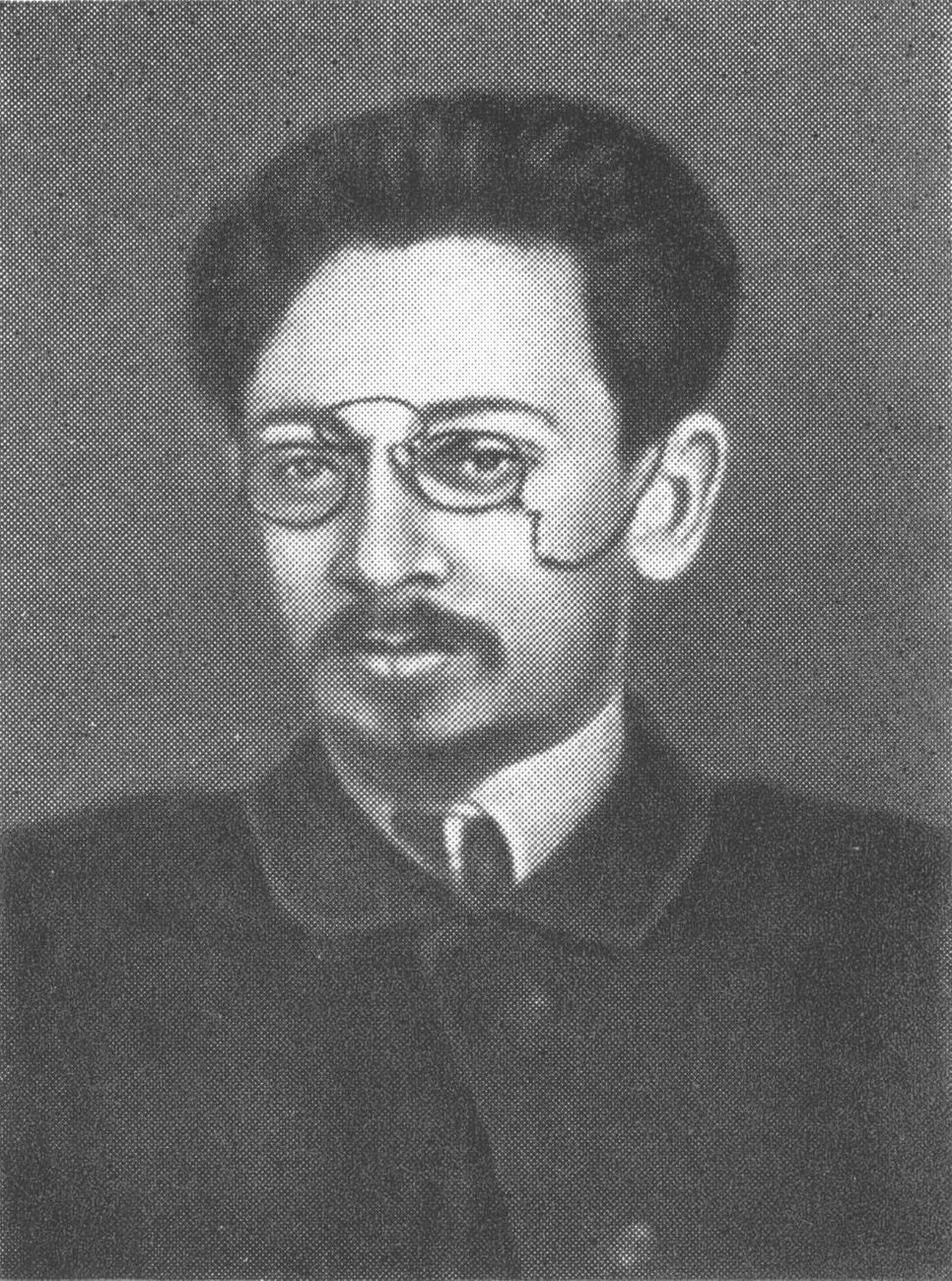
Jakov Sverdlov was verantwoordelijk voor de executie van de familie

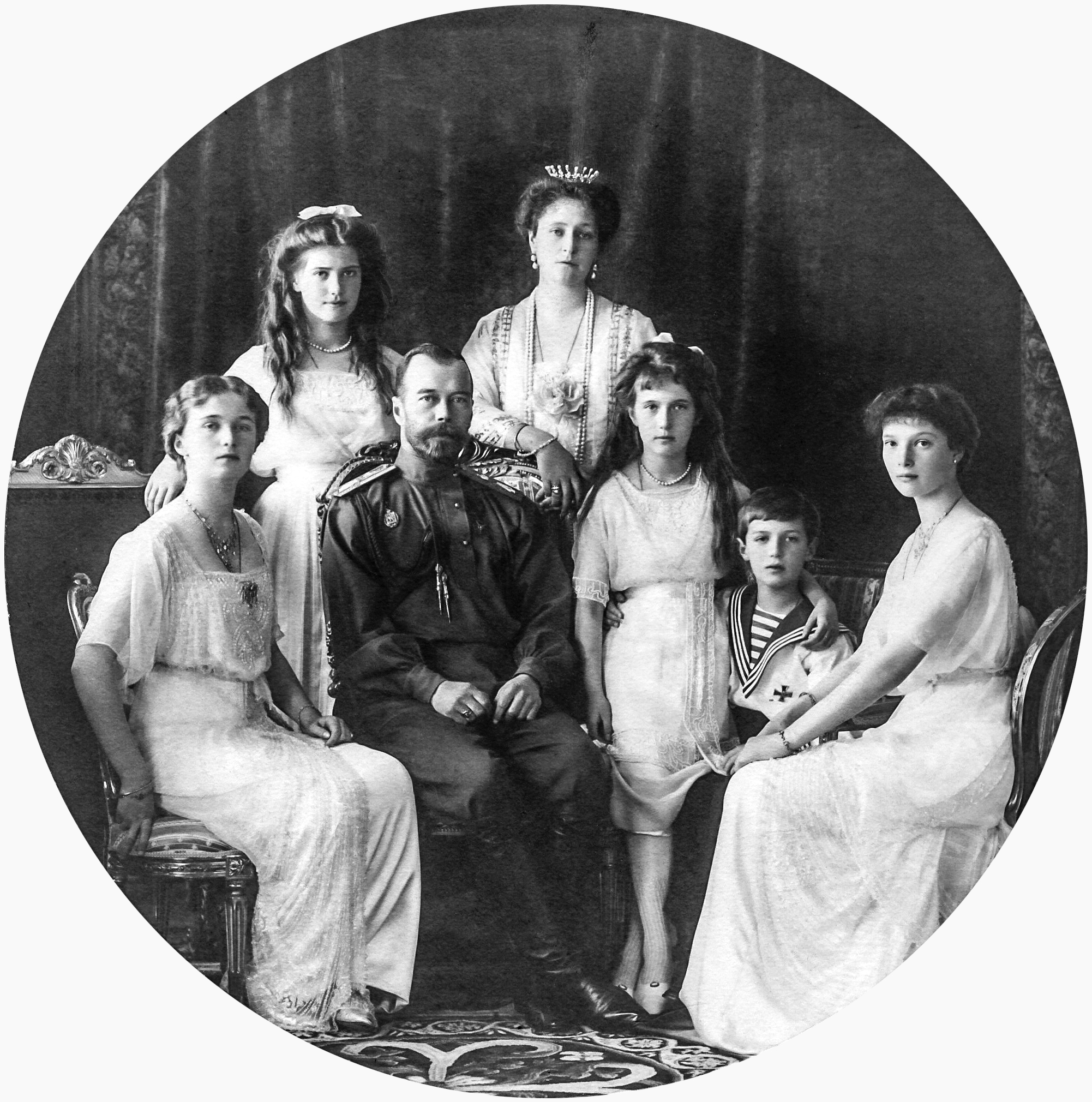
Tsaar Nicolaas II met zijn familie, van links naar rechts: Olga, Maria, Nicolaas, zijn vrouw Alexandra, Anastasia, Aleksej en Tatiana

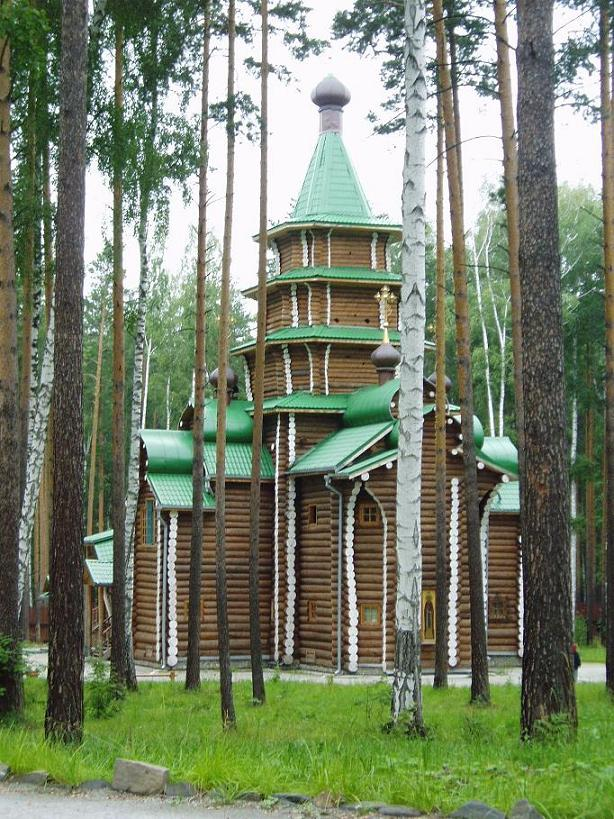
Kloostergebouw in Ganina Jama

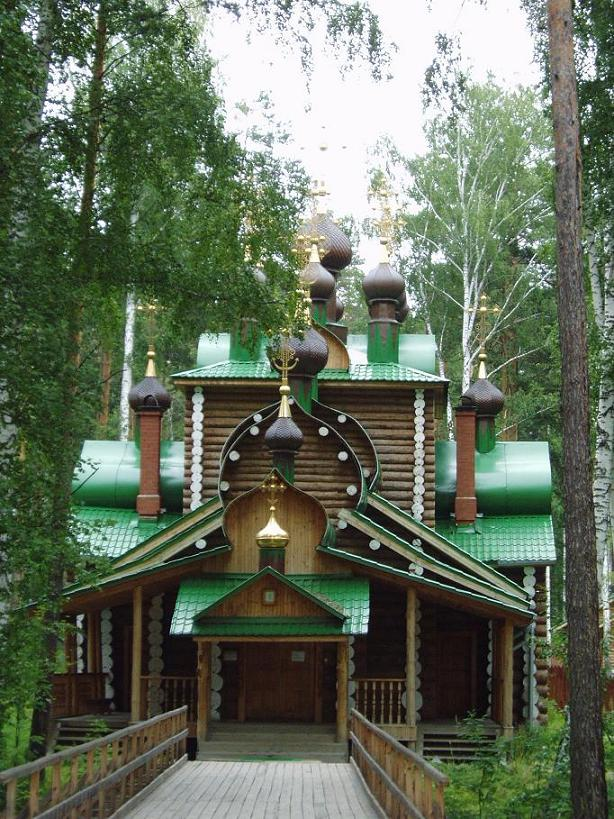
Een ander kloostergebouw

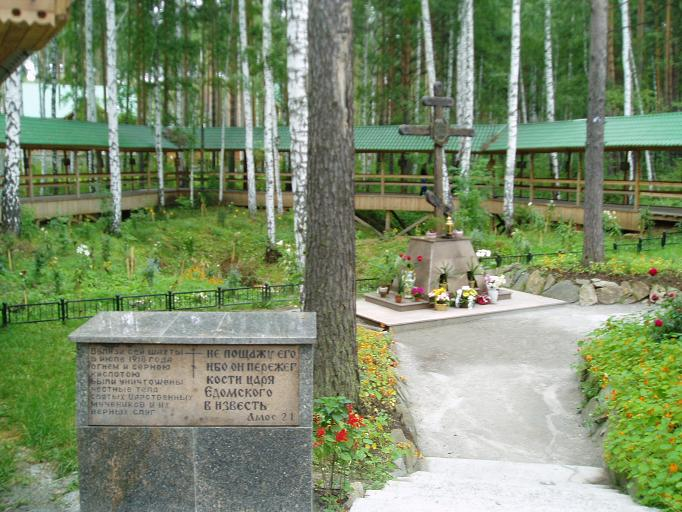
Monument voor de tsarenfamilie

### Moord op de tsarenfamilie
Tsaar Nicolaas II was de laatste tsaar van Rusland en moest na de Februarirevolutie gedwongen aftreden op 2 maart 1917 in Petrograd en werd later verbannen naar Tobolsk. Hij werd na de bolsjewistische Oktoberrevolutie met zijn familie in maart 1918 verbannen naar het door bolsjewieken bestuurde Jekaterinenburg en werd met zijn familie gevangen gehouden in het Ipatiev-huis. De rommelig verlopende Russische Burgeroorlog die daarop volgde, zorgde ervoor dat hun leven een tragisch einde kreeg. Witte Legereenheden en een gedeelte van het Tsjecho-Slowaaks Legioen, dat onder bevel stond van Witte Legergeneraal Aleksandr Koltsjak was in juli onderweg naar Jekaterinenburg om het te veroveren op de Rode Garde van de bolsjewieken (voorloper van Rode Leger). Het bestuurlijk comité van de bolsjewieken van de Oeral kreeg toen van Lenin te horen, dat ze van de Romanovs af moesten zien te komen. Op 16 juli of 17 juli (gregoriaanse kalender) besloot hun leider Jakov Sverdlov dat de hele familie zou worden doodgeschoten. Op (waarschijnlijk) 12 juli was dit al gebeurd met de door Nicolaas aangewezen opvolger tsaar Michaël II. Sverdlov liet de executie uitvoeren door de brute bevelhebber Jakov Joertovski. De familie, samen met hun kok, dienstmeid, dokter en persoonlijke bediende werd hiervoor naar de kelder van het Ipatiev-huis gebracht waar ze werden vermoord door een executiepeloton. Na afloop werden ze ontdaan van hun rijkdommen, met een vrachtwagen 40 kilometer uit de stad gereden en, na hun gezichten te hebben overgoten met zwavelzuur om ze onherkenbaar te maken, in een ondiepe mijnschacht genaamd 'de vier broers' gegooid. Omdat ze vermoedden dat ze hierbij waren gezien, werden de lichamen de volgende dag weer opgehaald en verplaatst naar een andere plek, met de bedoeling ze in een diepere mijnschacht te gooien. De vrachtwagen die de lichamen vervoerde kreeg onderweg echter pech, waarna ze de twee lichamen verbrandden langs de weg. De lichamen werden daarop wegens tijdgebrek in een verborgen en afgesloten ondergelopen mijnschacht met de naam 'Ganina Jama' gegooid, langs een oud karrenspoor tussen Jekaterinenburg en het dorp Koptjaki. Bovendien gooiden ze er een aantal granaten in om de lichamen verder onherkenbaar te maken. Het Witte Leger startte na de verovering van de stad een onderzoek in de buurt van Ganina Jama, maar onderzoeker Nikolai Sokolov vond slechts een paar vingerkootjes. Onder druk van het terugkerende Rode Leger werd er niet verder gezocht en schreef Sokolov zijn bevindingen in een boek, dat iets later werd gevolgd door een boek van Sverdlov die zijn eigen versie van het verhaal gaf.
Toen Trotski later naar de stad kwam en hoorde dat Sverdlov alle familieleden had laten executeren was hij stomverbaasd, al verdedigde hij later wel de moordpartij als 'noodzakelijk'. Joertovski en Sverdlov werden nooit gestraft. De stad waar de executie plaatsvond werd zelfs naar Sverdlov vernoemd: Sverdlovsk, maar vrijwel het hele Oeral-Sovjetopperbevel werd in de jaren 30 vermoord tijdens de Grote Zuivering van Jozef Stalin.

### Herontdekking en opgraving
In 1979 werden de lichamen herontdekt door twee Russische onderzoekers (Alexander Avdonin en Geli Rjabov) die geïnteresseerd waren in het Romanov-mysterie, die daarvoor de archieven hadden doorzocht en in het geheim een onderzoek hadden ingesteld naar de moorden. Ze vonden de overblijfselen van drie van hen en deden een jaar lang in het geheim onderzoek naar de overblijfselen, dat echter vruchteloos bleef, waarna ze de botten weer begroeven. Pas in 1989, na de glasnost van Gorbatsjov, maakten ze de ontdekking bekend.

### Opgraving en discussies
Op 17 juli 1991 werden de lichamen na aanwijzingen van de lokale bevolking opgegraven. Van twee leden van de tsarenfamilie werden de beenderen niet teruggevonden.
Hierna begon een jarenlange discussie in de Russisch-Orthodoxe Kerk over het wel of niet heilig verklaren van de tsaar en zijn familie (de Russisch-Orthodoxe Kerk in het buitenland had dit in 1978 al wel gedaan) en of de beenderen wel de echte beenderen waren van de familie. Hiervoor werd de vindplaats onder meer vergeleken met de vindplaats zoals beschreven in Sokolovs boek.Na vele onderzoeken bleek uit DNA-onderzoek dat het wel degelijk om de beenderen van de familie ging.
De lichamen van de ontbrekende familieleden (Maria en Aleksej) werden pas in augustus 2007 teruggevonden. Definitieve identificatie vond plaats in april 2008.

### Joods complot
Ook wordt er wel gezegd dat Joertovski en zijn mannen, van wie velen Joods waren, een aantal mysterieuze teksten op de muren van de kelder van het Ipatiev-huis hadden gezet, "als symbool van de overwinning van het jodendom over de heilige Russische kerk en het heilige Rusland". Deze bewering is mogelijk geboren uit het feit dat de Joden gehaat werden door onder andere het sterk antisemitische Witte Leger, onder meer omdat veel bolsjewieken Joods waren. Het Ipatiev-huis werd in 1977 verwoest door Sovjets onder leiding van Boris Jeltsin, die hiervoor opdracht had gekregen van de toenmalige president Leonid Brezjnev, die vreesde dat het een bedevaartsoord zou worden (wat het in principe al was). Controle is daardoor niet mogelijk. Nog steeds verdenken sommigen de Joden van een complot tegen de tsaar.

### Heiligverklaring
In 1998 werden de beenderen overgebracht naar de Petrus en Pauluskathedraal in Sint-Petersburg en op 14 augustus 2000 werden de tsaar en zijn familie na 10 jaar discussie uiteindelijk tot strastoterpets verklaard door de Russisch-Orthodoxe Kerk, nadat de Russisch-Orthodoxe Kerk in het Buitenland hen in 1978 als martelaren heilig had verklaard. In de jaren daarna werd onder andere de Kathedraal op het bloed gebouwd op de plaats waar in Jekaterinenburg het Ipatiev-huis stond.

### Bouw van het klooster
De plek waren de overblijfselen van de lichamen van de tsarenfamilie werden gevonden werd een historisch monument in 1995 en er werd een gedenkplaats ingericht. Toen in 1998 de overblijfselen van de lichamen werden overgebracht naar Sint-Petersburg wilden echter nog steeds veel orthodoxen niet geloven dat het om de werkelijke overblijfselen ging en daarom was zelfs patriarch Alexius II van Moskou niet bij de herbegraving en mochten de namen niet worden getoond of genoemd. In 2000 werd de tsarenfamilie dan toch heilig verklaard en op 1 oktober van dat jaar werd begonnen met de bouw van het klooster. Er werd een kerk gebouwd voor elk van de zeven leden van de tsarenfamilie. Op 23 september 2003 kwam de zevende kerk gereed.

## Klooster
Het klooster bestaat uit onder andere een zevental houten kerken die zijn gebouwd op de oud-Russische manier zonder gebruik te maken van spijkers. Er is gekozen voor hout wat de restauratie van het christendom moet uitbeelden in het nieuwe Rusland. De belangrijke middeleeuwse heilige Sergius van Radonezj bouwde namelijk ook eerst houten kerken, voordat hij op steen overging. De bouwstijl lijkt wel wat op die van de Kizji Pogost in Karelië.
Er bevindt zich een gedenksteen voor de tsarenfamilie met daaromheen een houten overdekte galerij met afbeeldingen van de familie en informatie over hen.
Het klooster wordt omringd door een houten muur en is onder andere beveiligd met camera's en een politiepost.

## Bezoek van het klooster
Het klooster ligt in de buurt van de hoofdweg van Jekaterinenburg naar Nizjni Tagil en kan alleen worden bereikt via een smalle weg. De toegang is vrij. Vrouwen zijn wel verplicht een schort en een hoofddoek te dragen binnen het klooster, die bij de ingang worden uitgedeeld.

## De mijn
De mijn werd geopend tijdens de Siberische goldrush (lokaal ook wel aangeduid als Oeral goldrush) in de 19e eeuw door een man genaamd Gabriel (afgekort door de lokale bewoners tot Ganja) die op zoek was naar goud. Hij vond er uiteindelijk alleen ijzer en na een korte periode raakte de mijn uitgeput en werd achtergelaten. Ganina Jama stond dus voor "Ganja's mijn".